# Sindrome post-trombotica
La sindrome post-trombotica (PTS, spesso chiamata anche sindrome post-flebitica) sono i segni ed i sintomi che possono verificarsi come complicanze a lungo termine della trombosi venosa profonda (TVP).

## Epidemiologia
La sindrome post-trombotica può coinvolgere tra il 23 e il 60% dei pazienti nei due anni successivi ad un evento di trombosi venosa profonda alla gamba, il 10% di questi può sviluppare una grave condizione, comprendente ulcere venose.

## Eziopatogenesi
I meccanismi posti alla base dell’evoluzione di una TVP in PTS possono così schematizzarsi:
A) stasi venosa globale per inversione del flusso dal settore profondo al superficie attraverso le vene perforanti che divengono così incontinenti.
B) il circolo superficiale, venendo sovraccaricato, si dilata dando origine a varici, pertanto definite secondarie, per diversificarle dalle primitive tipiche della varicosi cronica.
C) ricanalizzazione del trombo che lascia una vena a pareti rigide con valvole distrutte responsabile del citato reflusso, o in più rari casi, una obliterazione del lume venoso.

## Inquadramento clinico
La malattia ha una evoluzione cronica; tende alla Insufficienza Venosa Cronica in tutti i suoi quadri nosologici caratterizzati dalle classi CEAP 3-6, dall’edema alle lesioni distrofiche come l’ulcera. Tale percorso si snoda in due stadi. Il primo è quello del sovraccarico del circolo superficiale (corrispondente alla fase Emodinamica descritta al punto A). Ad esso segue poi quello della ricanalizzazione della vena trombizzata (corrispondente alle fasi emodinamiche descritte al punto B), con comparsa di varici edema declive ed iniziali discromie cutanee. Lo scompenso da ipertensione venosa (tipica della fase di cui al punto C) implica, complice il conseguente sovraccarico linfatico, il danno interstiziale responsabile dell’ischemia e quindi della formazione di ulcere.

## Inquadramento diagnostico[3]
È in primis incentrato sull’esame ecocolordoppler (ECD) basato sull’uso incruento degli ultrasuoni abbinando all’ecografia l’indagine doppler per definire rispettivamente la sede della lesione trombotica e gli effetti emodinamici delle alterazioni di flusso, con l’obiettivo di valutare:
1. la pervietà del sistema venoso profondo;
2. la continenza valvolare del circolo profondo e delle safene
3. la localizzazione della sede di reflussi delle vene perforanti

Il secondo livello diagnostico è rappresentato dall’esame felbografico con o senza TC o RM teso ad
1. evidenziare la pervietà dei tronchi venosi;
2. testimoniare la presenza di trombosi venose profonde;
3. visualizzare la presenza di reflussi lunghi o brevi;
4. mettere alla luce anomalie o displasie venose

## Il trattamento[2][4]
La terapia elettiva è igienico-contenitiva e farmacologica. Tuttavia è possibile in casi resistenti al trattamento conservativo ricostruire chirurgicamente la pervietà o la continenza valvolare del circolo profondo, e comunque in caso di fallimento del trattamento della varicosi secondaria .
Le norme igieniche sono tutte quelle che agevolano il ritorno venoso (letto rialzato ai piedi) e impediscono i reflussi dall'alto verso il basso (prolungate stazioni erette).
La contenzione elastica è sempre fondamentale e può avvalersi di calze elastiche o di bende.
La terapia farmacologica è proiettata alla tutela del microcircolo per ridurre l’edema e prevenire le lesioni degli stadi C4-6 della citata classificazione CEAP Farmaci di uso corrente, meglio descritti nella voce insufficienza venosa sono i derivati dei flavonoidi i fibrinolitici minori (eparani) e glucosaminoglicani, nonché quando indicati (pazienti trombofilici o ad alto rischio di malattia tromboembolica venosa) gli anticoagulanti.